# Stuor Tsågak
Stuor Tsågak, enligt tidigare ortografi Stuor Tsakak, är en sjö i Jokkmokks kommun i Lappland och ingår i Luleälvens huvudavrinningsområde. Sjön har en area på 0,129 kvadratkilometer och ligger 387 meter över havet. Sjön avvattnas av vattendraget Standárjåhkå.

## Delavrinningsområde
Stuor Tsågak ingår i det delavrinningsområde (743898-158219) som SMHI kallar för Mynnar i Kamajåkkå. Medelhöjden är 581 meter över havet och ytan är 19,83 kvadratkilometer. Räknas de 3 avrinningsområdena uppströms in blir den ackumulerade arean 112,73 kvadratkilometer. Standárjåhkå som avvattnar avrinningsområdet har biflödesordning 3, vilket innebär att vattnet flödar genom totalt 3 vattendrag (Gamájåhkå, Lilla Luleälv, Luleälven) innan det når havet efter 309 kilometer. Avrinningsområdet består mestadels av skog (82 procent). Avrinningsområdet har 0,56 kvadratkilometer vattenytor vilket ger det en sjöprocent på 2,8 procent.